# Pananjung (Tarogong Kaler)
Pananjung is een bestuurslaag in het regentschap Garut van de provincie West-Java, Indonesië. Pananjung telt 9086 inwoners (volkstelling 2010).